# Haversine
A função Haverseno é uma função matemática definida em termos de θ por hav(θ) = sin2(⁠θ/2⁠).